# Vulnerabilidade de dia zero
Um dia zero (também conhecido como dia 0) é uma vulnerabilidade de software de computador desconhecida para aqueles que deveriam estar interessados em sua mitigação (incluindo o fornecedor do software de destino) ou conhecida e um patch não foi desenvolvido. Até que a vulnerabilidade seja mitigada, os hackers podem explorá-la para afetar adversamente programas, dados, computadores adicionais ou uma rede.  Uma exploração direcionada a um dia zero é chamada de exploração de dia zero ou ataque de dia zero.
O termo "dia zero" originalmente se referia ao número de dias desde que um novo software foi lançado ao público, portanto, "software de dia zero" foi obtido invadindo o computador de um desenvolvedor antes do lançamento. Por fim, o termo foi aplicado às vulnerabilidades que permitiam esse hacking e ao número de dias que o fornecedor teve para corrigi-las.    Depois que os fornecedores descobrem a vulnerabilidade, eles geralmente criam patches ou aconselham soluções alternativas para atenuá-la.

## Vetores de ataque
Os vetores de ataque em potencial para uma vulnerabilidade de dia zero são idênticos às vulnerabilidades conhecidas e às que possuem patches disponíveis. Por exemplo, quando um usuário visita um site não autorizado, o código malicioso no site pode explorar vulnerabilidades não corrigidas em um navegador da Web. Os navegadores da Web são um alvo específico para criminosos devido à sua ampla distribuição e uso. Os cibercriminosos, bem como os fornecedores internacionais de spyware, como o NSO Group de Israel,  também podem enviar anexos de e-mail maliciosos via SMTP, que exploram vulnerabilidades no aplicativo que abre o anexo.  As explorações que tiram proveito de tipos de arquivos comuns são numerosas e frequentes, como evidenciado por suas aparições crescentes em bancos de dados como US-CERT. Os criminosos podem projetar malware para aproveitar essas explorações de tipo de arquivo para comprometer sistemas atacados ou roubar dados confidenciais. 

## Janela de vulnerabilidade
O tempo desde o momento em que uma exploração de software se torna ativa até o momento em que o número de sistemas vulneráveis se reduz à insignificância é conhecido como janela de vulnerabilidade.  A linha do tempo para cada vulnerabilidade de software é definida pelos seguintes eventos principais:
- t 0: A vulnerabilidade é descoberta (por qualquer pessoa).
- t 1a: Um patch de segurança é publicado (por exemplo, pelo fornecedor do software).
- t 1b: Uma exploração se torna ativa.
- t 2: Os sistemas mais vulneráveis aplicaram o patch.

Assim, a fórmula para o comprimento da janela de vulnerabilidade é: t 2 − t 1b.

## Proteção
A proteção de dia zero é a capacidade de fornecer proteção contra a exploração de dia zero. Como os ataques de dia zero geralmente são desconhecidos do público, muitas vezes é difícil se defender deles. Ataques de dia zero costumam ser eficazes contra redes "seguras" e podem permanecer não detectados mesmo depois de iniciados. Assim, os usuários dos chamados sistemas seguros também devem exercer o bom senso e praticar hábitos de computação seguros. 

## Ética
Existem diferentes ideologias relacionadas à coleta e uso de informações de vulnerabilidade de dia zero. Muitos fornecedores de segurança de computador realizam pesquisas sobre vulnerabilidades de dia zero para entender melhor a natureza das vulnerabilidades e sua exploração por indivíduos, worms e vírus de computador. Alternativamente, alguns fornecedores compram vulnerabilidades para aumentar sua capacidade de pesquisa. Um exemplo de tal programa é a Zero Day Initiative da TippingPoint. Embora vender e comprar essas vulnerabilidades não seja tecnicamente ilegal na maior parte do mundo, há muita controvérsia sobre o método de divulgação. Uma decisão alemã de 2006 de incluir o Artigo 6 da Convenção sobre Cibercrime e a Decisão-Quadro da UE sobre Ataques contra Sistemas de Informação pode tornar ilegal a venda ou mesmo a fabricação de vulnerabilidades. 

## Vírus
Um vírus de dia zero (também conhecido como malware de dia zero ou malware de próxima geração) é um vírus de computador anteriormente desconhecido ou outro malware para o qual assinaturas específicas de software antivírus ainda não estão disponíveis. 